# Sundsäpple
Sundsäpple är en äppelsort som utsetts till landskapsäpple för Medelpad. Det passar att odlas i zon 4-5, och skördas i mitten av september. Äpplet härstammar från ett träd som växte utanför herrgården till Sundsbruk, sedermera Sunds Defibrator, vid Alnösundet.